# توم ويد (لاعب كريكت)
توم ويد (1910 - 1987) (بالإنجليزية: Tom Wade)‏ هو لاعب كريكت بريطاني (وحمل سابقاً جنسية المملكة المتحدة لبريطانيا العظمى وأيرلندا).

## وصلات خارجية
- توم ويد على موقع إي آس بي آن كريك إنفو (الإنجليزية)